# Verdicchio

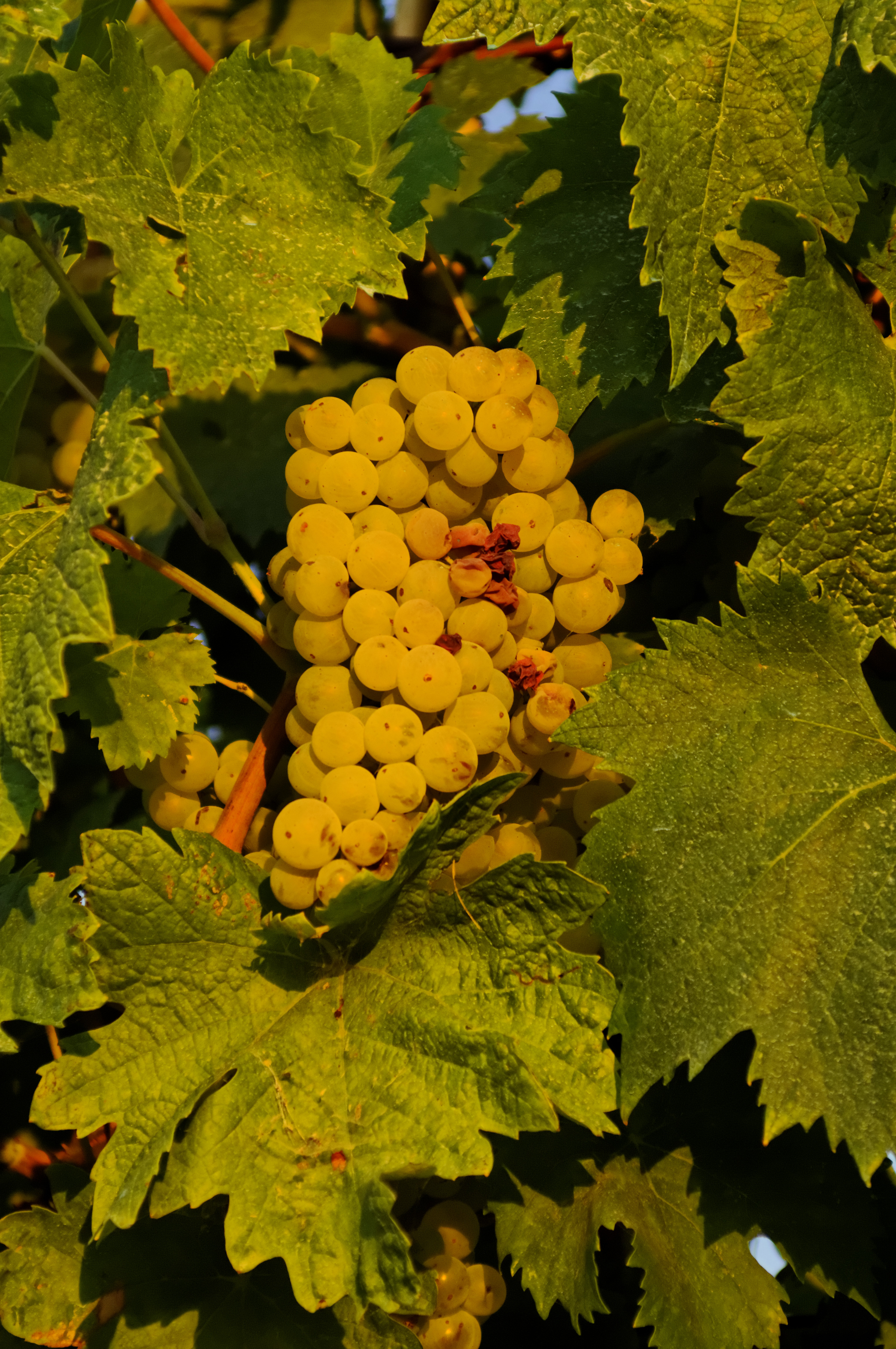
Verdicchio.

De Verdicchio is een witte druivensoort die hoofdzakelijk in Italië in de Marche-streek voorkomt. De streek, in het Nederlands de Marken genoemd, is gelegen in het midden van Italië aan de Adriatische zee. De druif is in mindere mate in naburige regio’s, zoals de Romagna, Umbria en Abruzzo, en op Sardinië te vinden. Buiten de Marken heeft de Verdicchio vanwege andere klimaat- en bodemomstandigheden een mindere kwaliteit en is daar minder succesvol.
De naam Verdicchio is afgeleid van de kleur van de druif, “verde” betekent groen, en “verdicchio” klein groentje. 
De belangrijkste productiegebieden zijn de Castello di Jesi in de provincie Ancona en Matelica in de provincie Macerata.
De Verdicchio behoorde in het verleden tot de Italiaanse wijnen, die maar zelden een goede kwaliteit hadden, maar het net als de Chianti het van zijn fles moest hebben. In de tweede helft van de 20e eeuw is volgens wijnschrijver Oz Clarke de kwaliteit van de Verdicchio-wijnen door productiebeperking sterk verbeterd. 
Vanwege het hoge zuurgehalte is de Verdicchio ook geschikt voor de productie van mousserende wijn. 

## Geschiedenis
Het vroegste bewijs van de Verdicchio druif dateert uit de veertiende eeuw. In die tijd werd in het DOC gebied van Verdicchio di Jesi een gelijknamige witte wijn van uitsluitend deze druif geperst.
Genetische analyse toonde onlangs aan dat de Verdicchio druif en de Trebbiano di Soave druif hetzelfde zijn. Daarom wordt ook wel aangenomen dat de Verdicchio werd geïntroduceerd door kolonisten in de Marche, die aan het eind van de vijftiende eeuw het platteland opnieuw bevolkten na een pest-uitbraak.
In de jaren zestig kende de Verdicchio een groot commercieel succes. De klassieke amfora-fles van de wijn, geproduceerd door Fazi Battaglia en ontworpen door de Milanese architect Antonio Maiocchi, is in die tijd een symbool geworden van de Verdicchio. De marktpositie werd extra verhoogd toen in 1973 Al Pacino de fles ontkurkte en dronk in de film “Serpico”. Toen de amfora-fles in latere jaren werd geassocieerd met goedkope wijn, is de wijn ook in gewone flesvorm teruggekomen.

## Wijnbouwgebieden
Het klimaat in de Marche-streek is voor wijnbouw uitgesproken gunstig. Invloed van zon, Apennijnen en koele zeewind vanuit Adriatische zee werken duidelijk in op het karakter van de Verdicchio. De druif groeit het best op gedraineerde, zanderige kalkbodem en groeit snel.
De meeste verdicchio komt uit de twee DOC’s: Verdicchio del Castelli di Jesi en Verdicchio di Matelica. Beide produceren wijn met een minimum van 85% verdicchio-druif aangevuld met 15% andere lokale witte druiven.
Verdicchio dei Castelli di Jesi Riserva wordt geproduceerd in de heuvels rond Jesi, in 21 gemeenten, waaronder Cupramontana, Castelbellino en Staffolo Arcevia. Het DOC Castelli di Jesi in de provincie Ancona heeft de grootste omzet in volume: 24 miljoen flessen. Het is daarmee de belangrijkste DOC in de Marken. Het aanbod van Castelli di Jesi heeft de grootste verscheidenheid aan stijlen: de traditionele Classico (driekwart van de productie), de Superiore (half procent meer alcohol dan Classico) en Riserva (nog een half procent extra). In dit gebied bevindt zich ook de Nederlandse wijngaard Bastiano, een kleine biologische wijnboerderij gerund door een Nederlandse wijnboer.
De Verdicchio di Matelica Riserva omvat 6 gemeenten: Matelica, Camerino, Castelraimondo, Esanatoglia, Gagliole en Pioraco. Het DOC Verdicchio di Matelica is kleiner dan Castelli di Jesi. De bodems in de wijngaarden hebben een hoger mineraalgehalte en het klimaat is er koeler (mesoklimaat). Daardoor heeft de druif hier een extra pittige intensiteit.
De oogst vindt plaats tijdens de laatste dagen van september (op het gebied van Jesi) of in de eerste week van oktober (op het gebied van Matelica).

## Smaak
De Verdicchio werd oorspronkelijk op de markt gebracht om jong te drinken. De lichte, eenvoudige wijnen zijn niet op fust gelagerd en zijn op hun best binnen twee jaar vanaf oogst. Ze zijn helder geel van kleur, smaken delicaat en fris met een boeket van vers fruit en prettig frisse zuren.
Sinds de jaren negentig wordt er grotere zorg besteed aan de wijngaarden en de wijnmakerij en produceren de wijngaarden een hogere kwaliteit druiven. Dit levert een superieure kwaliteit Verdicchio op, met veel structuur, een goede zuurgraad en een hoog alcoholpercentage.
In deze tijd is tevens begonnen met houtlagering, met een complexe, elegante en volle wijn tot gevolg. De smaak van deze fustwijn wordt ondersteund naarmate hij veroudert. Deze wijn heeft minimaal 18 maanden houtlagering en kan ook flink wat ouderdom vergaren: 8 a 10 jaar rijping in de fles.
Er is een verschil in body en intensiteit tussen oudere en jongere wijnen. Waar de jongere wijnen fruitig zijn met frisse zuren, zijn de oudere wijnen voller en kruidiger van smaak, met sterkere aroma’s.
De Riserva van Castelli di Jesi heeft de neiging om meer body te tonen dan die van Matelica en is bitter met tonen van citrus en gedroogd fruit. De Riserva van Matelica is geuriger en fruitiger met een bloemige notensmaak.

## Synoniemen
Een officieel erkend synoniem is 'Trebbiano di Soave' , een naam die in verschillende provincies van de
Regio Veneto (Noordoost-Italië) in gebruik is.
Er wordt onderscheid gemaakt in verschillende ondersoorten: Verdicchio geel (giallo), Verdicchio wit (bianco), Verdicchio groen (verde).
De Verdicchio is ook bekend onder de volgende namen: Boschera bianca, Giallo, Maceratese, Maggiore, Marchigiano, Niuivres, Peverella, Peverello, Peverenda, Peverise bianco, Pfeffer, Pfeffertraube, Terbiana, Torbiana, Trebbiano di Soave, Turbiana, Turbiana Moscato, Turbiano, Turviana, Verdello duro persico, Verdicchio bianco, Verdicchio Dolce, Verdicchio Doratel, Verdicchio Doratello, Verdicchio Giallo, Verdicchio Marchigiano, Verdicchio Marino, Verdicchio Peloso, Verdicchio Scroccarello, Verdicchio Seroccarello, Verdicchio Straccione, Verdicchio Stretto, Verdicchio Verdaro, Verdicchio verde, Verdicchio Verzaro, Verdicchio Verzello, Verdone, Verzaro and Verzello verde.
De Verdicchio wordt soms ten onrechte verward met de Spaanse Verdejo of de Portugese Verdelho.